# Obrint Pas
Obrint Pas is een poprockgroep afkomstig uit de stad Valencia. De muziek is een synthese tussen rock català, ska, hardcore en reggae met elementen uit de traditionele Valenciaanse muziek, met als meest opvallende element het gebruik van de dolçaina, een variant van de hobo. De teksten van de groep behandelen een brede waaier aan thema's, waaronder sociaal gevoelige als solidariteit en een engagement met de Valenciaanse (Catalaanse) culturele en taalkundige identiteit.
De naam betekent "ruim baan maken" of "doorbreken".

## Discografie
- Feliu Ventura, Estels de tela (45 Revolucions Records, 2000)[2]
- Ki Sap, Ki Sap (45 Revolucions Records, 1999)[2]
- Ki Sap, L'Horta Ska (45 Revolucions Records, 1998)[2]
- Obrint Pas, La revolta de l'ànima (45 Revolucions Records, 1997)[2]
- Sant Gatxo, Sant Gatxo (45 Revolucions Records, 1998)[2]
- Front Semicorxera d'Alliberament Nacional/ Terra Vermelha, Veus guerrilheiras (45 Revolucions Records, 1998)[2]

## Lipdub
Op 24 oktober 2010 werd in de stad Vic een lipdub-versie van een van hun bekendste liedjes, La Flama, uitgevoerd, een videoclip met 5771 deelnemers, een toenmalig wereldrecord.
- Bibliothèque nationale de France: cb15622872v (data)
- Library of Congress Control Number: n2009023047
- MusicBrainz: cf23db24-d797-4fcf-929a-e03a8e00bb25
- Virtual International Authority File: 142127264